# El Quirino
El Quirino är en ort i Mexiko.   Den ligger i kommunen Arroyo Seco och delstaten Querétaro Arteaga, i den centrala delen av landet, 220 km norr om huvudstaden Mexico City. El Quirino ligger 1 353 meter över havet och antalet invånare är 324.
Terrängen runt El Quirino är kuperad österut, men västerut är den bergig. El Quirino ligger uppe på en höjd. Runt El Quirino är det ganska glesbefolkat, med 23 invånare per kvadratkilometer. Närmaste större samhälle är Jalpan, 14,8 km söder om El Quirino. I omgivningarna runt El Quirino växer huvudsakligen savannskog.